# Shairart
shairart é uma empresa portuguesa de comércio eletrónico  de arte nascida em Braga  em 2014, pertencendo ao grupo dst .
Fez parte do primeiro conjunto de startups incubadas na Startup Braga  tendo feito o seu programa de aceleração.
Trabalha com artistas e galerias apresentado online o melhor do panorama da Arte contemporânea  de onde se destacam Gil Maia, Dimitri Mellos, Joana Vasconcelos, Alberto Péssimo, Paulo Arraiano, Gustavo Fernandes, Nadir Afonso, Paula Rego, entre outros.